# Montse Puche
Montserrat Puche Díaz (Madrid, 22 de mayo de 1970) es una exjugadora de balonmano española que jugó en el BM Sagunto y en la selección española. Actualmente entrena al Balonmano Morvedre de Sagunto en la categoría juvenil femenina
Compitió en los Juegos Olímpicos de verano de 1992 en Barcelona, donde el equipo español se ubicó séptimo. También compitió en los Juegos Olímpicos de verano de 2004 en Atenas , donde el equipo español llegó a los cuartos de final y se ubicó sexto en el torneo. En el año 2003 fue nombrada segunda mejor jugadora del mundo. Ha disputado 196 partidos con el combinado nacional, anotando 736 goles.
En julio de 2007 ficha por el Akaba Bera Bera procedente del Astroc Sagunto. Anteriormente militó en el Mar Valencia, club con el que consiguió la Copa de Europa en 1997 y en el Elda Prestigio, donde estuvo una sola temporada.
Su trayectoria como entrenadora comenzó en 2015 cuando cogió las riendas del Super Amara Bera Bera con el que consiguió siete títulos nacionales en tres temporadas: tres Ligas, una Copa de la Reina y tres Supercopas. En la temporada 2018 - 2019 entrenó al Balonmano Castellón en la Liga Guerreras Iberdrola, descendiendo a la DHPF esa misma temporada.